# Efekt hrdla láhve (software)
V softwarovém inženýrství k efektu hrdla láhve (bottleneck) dochází, když schopnost aplikace nebo počítačového systému je silně omezena tím, že jednotlivé součásti zpomalují celkový proces, jako hrdlo láhve. Zúžení má nejnižší propustnost ze všech častí systému. 
Systémoví návrháři se snaží vyhnout těmto efektům, a usilují o hledání efektivnějších a účinnějších řešení pro stávající překážky. Některé příklady možných překážek v počítačovém systému jsou: procesor, komunikační spojení, disk, vstup/výstup, atd. V jakémkoli systému nebo aplikaci bude existovat překážka, neboli hrdlo láhve, v případě, že práce přichází v dostatečně rychlém tempu.
Sledování překážek (někdy známých jako "horké skvrny" - úseky kódu, které jsou vykonávány nejčastěji - tj. mají nejvyšší počet exekucí) se nazývá analýza výkonnosti. Snížení překážek je obvykle dosaženo s pomocí specializovaných nástrojů, známých jako výkonové analyzátory nebo analytiky. Cílem je, aby se pro zlepšení celkové efektivity algoritmů tyto konkrétní části kódu provedly co nejrychleji.